# Torneo de Casablanca 2014
El Torneo de Casablanca 2014 o Grand Prix Hassan II fue un torneo de tenis perteneciente a la ATP en la categoría ATP World Tour 250. Se disputó desde el 7 hasta el 13 de abril, sobre tierra batida.

## Distribución de puntos
| Modalidad            | Campeón | Finalista | Semifinales | Cuartos de final | 2ª ronda | 1ª ronda | Clasificados | 2ª ronda de clasificación | 1ª ronda de clasificación |
| Individual masculino | 250     | 165       | 100         | 50               | 25       | 0        | 13           | 7                         | 0                         |
| Dobles masculino     | 250     | 150       | 90          | 45               | 20       | 0        | -            | -                         | -                         |

### Individuales masculinos
| Tenista                | Ranking | Preclasificado |
| Kevin Anderson         | 19      | 1              |
| Gaël Monfils           | 25      | 2              |
| Benoît Paire           | 33      | 3              |
| Marcel Granollers      | 36      | 4              |
| João Sousa             | 38      | 5              |
| Federico Delbonis      | 43      | 6              |
| Robin Haase            | 48      | 7              |
| Guillermo García-López | 53      | 8              |

- Ranking del 31 de marzo de 2014

### Dobles masculinos
| Tenista                       | Ranking | Preclasificado |
| Jean-Julien Rojer Horia Tecău | 55      | 1              |
| Jamie Murray John Peers       | 68      | 2              |
| Colin Fleming Jonathan Marray | 78      | 3              |
| Oliver Marach Florin Mergea   | 90      | 4              |

- Ranking del 31 de marzo de 2014

## Campeones

### Individual
Guillermo García-López vendió a  Marcel Granollers 5–7, 6–4, 6–3

### Dobles
Jean-Julien Rojer /  Horia Tecău vencieron a  Tomasz Bednarek /  Lukáš Dlouhý por 6–2, 6–2.